# 水沼健
水沼 健（みずぬま たけし、1967年10月25日 - ）は、日本の劇作家、演出家、脚本家、俳優。愛媛県出身。立命館大学卒業。劇団「MONO」所属、壁ノ花団主宰、近畿大学文芸学部教授。

## 来歴
- 1989年、立命館大学在学中に土田英生らと共に劇団「B級プラクティス（現 MONO）」の結成に参加する [2]
- 1991年、故林広志を中心に結成されたユニット「GOVERNMENT OF DOGS」に参加する [2]
- 1998年、金替康博、内田淳子と共にユニット「羊団」を結成、演出を担当した事をきっかけに演出家としての活動を始める [2]
- 2004年、自身の作品を発表するユニット「壁ノ花団」を結成[注 1][4]、第1回公演作品「壁ノ花団」がOMS戯曲賞 大賞を受賞する
- 2013年、作「ニューヘアスタイルグッド」が第57回 岸田國士戯曲賞 最終候補作に選考される [5]
- MONO・GOVERNMENT OF DOGS公演のほぼ全作品に出演、壁ノ花団 公演のほぼ全作品で作・演出を行う。
- 近畿大学文芸学部芸術学科舞台芸術専攻教授、日本劇作家協会 会員[6]、2010年までNPO法人 京都舞台芸術協会 理事長[2]を務める。

## 受賞歴
- 2000年（第3回）関西現代演劇俳優賞 男優賞 [2]
- 2004年（第4回）AAF戯曲賞 佳作「むずかしい門」[2]
- 2005年（第12回）OMS戯曲賞 大賞「壁ノ花団」[7]
- 2008年 十三夜会 奨励賞「アルカリ」[6]
- 2011年 佐藤佐吉賞 優秀演出賞「ヤングフォーエバー」[8]
- 2015年（第34回）京都府文化賞 奨励賞 [9]

## 参加作品

### 舞台
壁ノ花団 公演（作・演出）
- 作品一覧はこちらを参照

羊団 公演（作：松田正隆）
- Jericho（1998年、ウイングフィールド）演出
- 水いらずの星（2000年、メイシアター 他）演出
- むずかしい門（2002年、アトリエ劇研）作・演出 [注 3][4]
- 石なんか投げないで（2004年、メイシアター 他）演出

その他
- 岡山舞台芸術ゼミナール・プロデュース 水蜜塔「ただようように」（2004年、サンポートホール高松 他）演出
- 演劇計画
  - 2004「アルマ即興」（2004年、京都芸術センター）演出
  - 2005「象を使う」（2005年、京都芸術センター）作・演出
- 近松劇場PART19メイシアタープロデュース「彼氏のそこぢから」（2005年、メイシアター）演出
- GOVERNMENT OF DOGSコントライブ「Refresh!」（2008年、ABCホール 他）演出・出演
- 近畿大学文芸学部 芸術学科 舞台芸術専攻
  - 18期生「コント大学」（2008年、近畿大学 演劇実習室）演出
  - 19期生卒業公演「時の物置」（2010年、日本橋アートスタジオ）演出
  - 3年生授業発表公演「アイスクリームマン」（2017年、近畿大学 D館3階ホール）演出 [11]
- DRY BONES 6th Performance「いちご大福姫」（2012年、ウィングフィールド）脚本
- MODE 「遠い煙」（2014年、上野ストアハウス）脚本

## 出演作品

### 舞台
MONO 公演（2019年まで本公演 46回、特別企画 7回）
- 主な作品一覧はこちらを参照

GOVERNMENT OF DOGS 公演
- 作品一覧はこちらを参照

その他
- OMSプロデュース
  - 「坂の上の家」（1995年、2000年、扇町ミュージアムスクエア 他）
  - 「その鉄塔に男たちはいるという」（2001年、扇町ミュージアムスクエア 他）
- AI・HALL
  - プロデュース「みず色の空、そら色の水」（1996年）
  - ドラマ・リーディング「パーマネント・ウェイ」（2008年）
- 劇団八時半「そこにあるということ」（1997年、ウィングフィールド）
- 彩の国秋の舞台芸術祭「ひまわり」（1997年、彩の国さいたま芸術劇場）
- 京都府立文化芸術会館プロデュース「家を出た」（1998年）
- あまがさき近松創造劇場「蜻蛉」（1999年、新国立劇場 小劇場）
- 近松劇場PART13メイシアタープロデュース「近松ゴシップ」（1999年、メイシアター）
- 土田英生＆水沼健ふたりコント・ライブ「ショート・カッツ」（2000年、梅田CLUB QUATTRO）
- ニッキーズ・パビリオン（2001年、中之島リサイタルホール）
- 東京国際芸術祭「南半球の渦」（2002年、シアタートラム）
- 京都芸術センター日韓プロジェクト「海と日傘」（2003年）
- KPACプロデュース公演「聞こえる、あなた? fuga#3」（2005年、京都芸術劇場 春秋座）
- WOWOW presents「小鹿物語」（2006年、シアターコクーン）
- 天王洲銀河劇場オープニングシリーズ「錦鯉」（2006年、天王洲 銀河劇場）
- 東山フェスタ「五丁目寄席」（2008年、京都市東山青少年活動センター）
- DRY BONES 第2回公演「ラメラ」（2009年、日本橋アートスタジオ）
- 竹内銃一郎集成 最終公演 「動植綵絵」（2018年、千日亭）

### テレビ
- 私たちは夜の雪を見ている（1996年、毎日放送）中野 役
- 錦★鯉（2002年、フジテレビ）金子竜人 役
- 天才柳沢教授の生活（2002年、フジテレビ）
- タクシードライバー祇園太郎（2011年、NHK）

### ラジオ
- レモンに似た風景（1997年、NHK FM）
- 夜の灯（2000年、NHK FM）
- あの人の声が聞こえた（2008年、NHK FM）